# Cryptolestes ferrugineus
Cryptolestes ferrugineus là một loài bọ cánh cứng trong họ Laemophloeidae. Loài này được Stephens miêu tả khoa học năm 1831.

## Hình ảnh

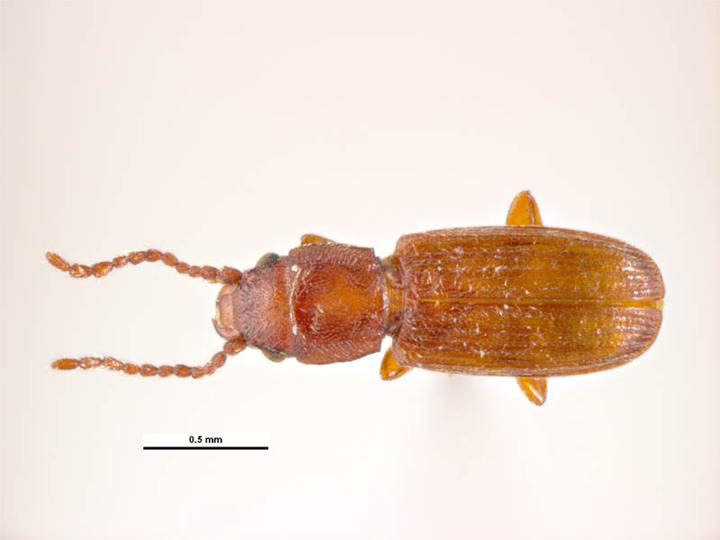
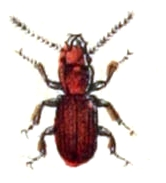